# جدار احتجاز ديناميكي

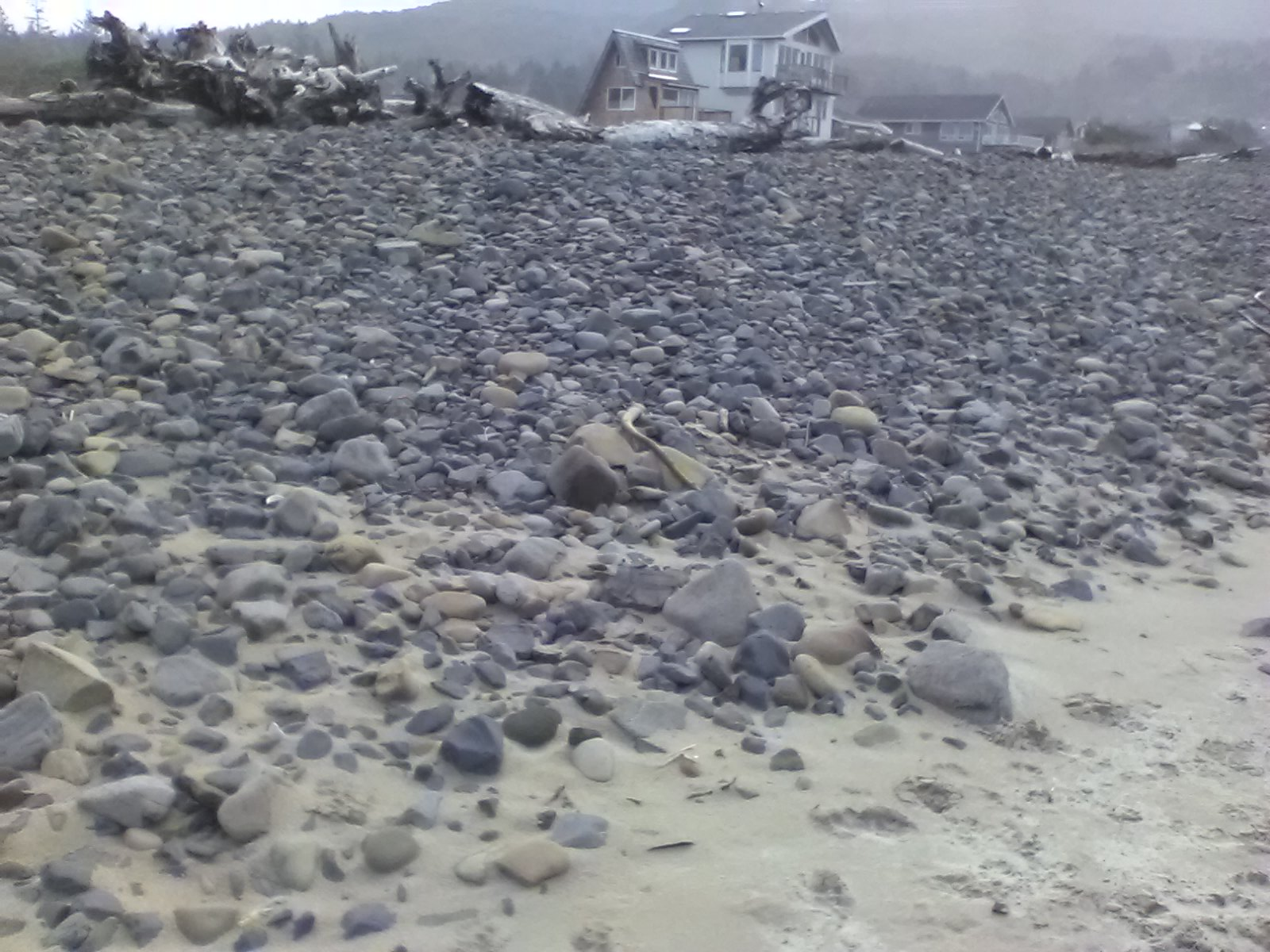

يستخدم جدار الاحتجاز الديناميكي، والمعروف أيضًا بـ «جدار الرصف الرملي»، حصى أو صخور مرصوفة لمحاكاة شاطئ بحري حصوي طبيعي مرصوف لتقليل طاقة الأمواج والحد من تآكل الساحل أو الإبطاء من وتيرته. على عكس الجدران البحرية، يُصمّم جدار الاحتجاز الديناميكي بغرض السماح لحركة الأمواج بإعادة ترتيب الأحجار ضمن تشكيلات متوازنة، ما يؤدي إلى تعطيل حركة الأمواج وتبدد طاقة الموجة أثناء تحرك الحصى. من شأن ذلك أن يقلل من انعكاس الموجة التي غالبًا ما تساهم في صقل الشاطئ.

## المبدأ
يهدف استخدام جدار الاحتجاز الديناميكي إلى تصميم هياكل طبيعية المظهر والوظيفة، مع توفير حماية مقبولة للطبيعة الساحلية، والجمع بين مزايا أساليب حماية الشواطئ المستجيبة بيئيًا وأساليب ترميم جدران الاحتجاز التقليدية المدرعة بالصخور أو الجدران البحرية. اتضحت الحماية الذاتية الطبيعية من الانهيارات الأرضية في أوائل تسعينيات القرن العشرين عندما قامت وزارة النقل في كاليفورنيا، في محاولة لتثبيت الانهيار الأرضي الذي حدث في لون تري على بعد 15 كيلومترا شمال سان فرانسيسكو، بإلقاء المواد المُستخرجة بما في ذلك الصخور والرواسب المُكسّرَة المتراوحة بين الطمي وصخور كبيرة أسفل واجهة جرف شديد الانحدار، ما أدى إلى حدوث انهيار أرضي اصطناعي هائل. سمحت هذه «التجربة» بتوثيق المراحل الأولى من تآكل التربة، بما في ذلك أساليب الأمواج المتمثلة بتعرية أطراف الانزلاق. لوحظ بدء تكوّن الشاطئ فورًا على طول أطراف الانزلاق المتآكل، والذي يتألف من أكثر المواد خشونة والحصى والرصف والصخور. مع تراكم هذه المواد، يتباطأ معدل تآكل الأطراف تدريجيًا، إذ تترتب المواد من تلقاء نفسها إلى حصى واقٍ وشاطئ مرصوف، مُدعمة بمسار من الصخور المدرعة على هيئة بلاط صخري. يمكن استخدام مسار من جذوع الأشجار لغرض التدعيم العلوي لجدار الرصف المُشيَّد. تنتشر جذوع الأشجار العائمة على معظم الشواطئ في شمال غرب المحيط الهادئ. يوفر ترتيبها المتقاطع الثبات الديناميكي حتى عند تأثرها بالمد والجزر والأمواج المرتفعة، ملتقطة الرمال التي تحملها الرياح ومشجعة على تزايد الكثبان الرملية.

## تجربة مختبرية
في عام 2017، أجرى مشروع بحثي ممول من الاتحاد الأوروبي تجربة مختبرية واسعة النطاق في شركة ويف فلوم في هانوفر، ألمانيا. كان الهدف من هذا المشروع تحديد أداء وقدرة الجدار الترابي الديناميكي على الصمود في مواجهة ارتفاع مستوى سطح البحر. جرى قياس استجابة الشاطئ الرملي لمستويات مختلفة من المياه وارتفاعات الأمواج، سواء كانت مُدعمَة بجدار رصف رملي علوي أو دونه. أظهر الجدار الترابي الديناميكي أثناء التجربة قدرًا ملحوظًا من الاستقرار الديناميكي، إذ تحرك الرصف المنفرد داخل البنية مع كل موجة مع بقاء الشكل العام للجدار الترابي مستقرًا. استنادًا إلى هذه التجربة، قرر الباحثون أن جدران الاحتجاز الديناميكية بدت وكأنها خيار مستدام وميسور التكلفة للعديد من المواقع التي تشهد تآكل السواحل حيث لا توجد حاجة إلى الحماية الكاملة من المخاطر الساحلية ويكون بعض الانحسار الساحلي مقبولًا.